# Cyphocharax punctatus
Cyphocharax punctatus är en fiskart som först beskrevs av Richard P. Vari och Han Nijssen, 1986.  Cyphocharax punctatus ingår i släktet Cyphocharax och familjen Curimatidae. Inga underarter finns listade i Catalogue of Life.